# Первый дивизион чемпионата мира по хоккею с шайбой среди юниорских команд 2020
Чемпионат мира по хоккею с шайбой среди юниорских команд 2020 года в I-м дивизионе — отменённый турнир первого дивизиона юниорского чемпионата под эгидой ИИХФ, который планировался в группе А с 13 по 19 апреля в небольшом курортном словацком городе Спишска-Нова-Вес и в группе В с 12 по 18 апреля в итальянском городе Азиаго.

## Регламент
- По итогам турнира в группе А: команда, занявшая первое место, получит право играть в Топ-дивизионе чемпионата мира 2021, а команда, занявшая последнее место, перейдёт в группу B первого дивизиона 2021 года.
- По итогам турнира в группе B: команда, занявшая первое место, получит право играть в группе А первого дивизиона чемпионата мира 2021 года, а команда, занявшая последнее место, перейдёт в группу А второго дивизиона чемпионата мира 2021 года.

## Участвующие команды
В чемпионате примут участие 12 национальных команд — десять из Европы и две из Азии. Сборная Польши пришла из второго дивизиона, сборная Словакии пришла из ТОП-дивизиона, остальные — с прошлого турнира первого дивизиона.
Группа A
| Сборная   | Квалификация                                                                 |
| --------- | ---------------------------------------------------------------------------- |
| Словакия  | Хозяева, заняла 10-е место в ТОП-дивизионе и вылетела оттуда в 2019 году     |
| Казахстан | Заняла 2-е место в группе А первого дивизиона в прошлом году                 |
| Дания     | Заняла 3-е место в группе А первого дивизиона в прошлом году                 |
| Норвегия  | Заняла 4-е место в группе А первого дивизиона в прошлом году                 |
| Франция   | Заняла 5-е место в группе А первого дивизиона в прошлом году                 |
| Япония    | Заняла 1-е место в группе B первого дивизиона и поднялась оттуда в 2019 году |

Группа B
| Сборная  | Квалификация                                                                 |
| -------- | ---------------------------------------------------------------------------- |
| Украина  | Заняла 6-е место в группе А первого дивизиона и вылетела оттуда в 2019 году  |
| Австрия  | Заняла 2-е место в группе B первого дивизиона в прошлом году                 |
| Венгрия  | Заняла 3-е место в группе B первого дивизиона в прошлом году                 |
| Италия   | Хозяева, заняла 4-е место в группе B первого дивизиона в прошлом году        |
| Словения | Заняла 5-е место в группе B первого дивизиона в прошлом году                 |
| Польша   | Заняла 1-е место в группе A второго дивизиона и поднялась оттуда в 2019 году |